# Lonafarnib
El lonafarnib, comercializado bajo la marca Zokinvy, es un medicamento utilizado para tratar el síndrome de progeria de Hutchinson-Gilford y ciertas laminopatías progeroides con procesamiento deficiente. Este medicamento se toma por vía oral.
Los efectos secundarios más frecuentes de este medicamento incluyen náuseas, dolor de cabeza, diarrea, infección, dolor muscular, problemas electrolíticos, pérdida de peso, supresión de la médula ósea, inflamación hepática, hipertensión arterial y cansancio. Otros efectos secundarios pueden incluir problemas renales, problemas de visión y disminución de la fertilidad. El uso de este medicamento durante el embarazo puede dañar al bebé. Es un inhibidor de la farnesiltransferasa.
Este medicamento fue aprobado para uso médico en Estados Unidos en 2020 y en Europa en 2022. En Estados Unidos, a la dosis inicial de 50 mg dos veces al día, cuesta unos 50.000 dólares estadounidenses al mes a partir de 2022.